# 卡罗尔 (爱荷华州)
卡罗尔（Carroll）是美国艾奥瓦州卡罗尔县的城市和县城。2010年美国人口普查中的人口为10103人，比2000年人口普查中的10106人少了3人。

## 历史
卡罗尔在1867年被规划。它的名字来自卡罗尔县，以纪念马里兰州的查尔斯·卡罗尔为名。 他是《独立宣言》签署人中唯一的天主教徒。